# Tonibler

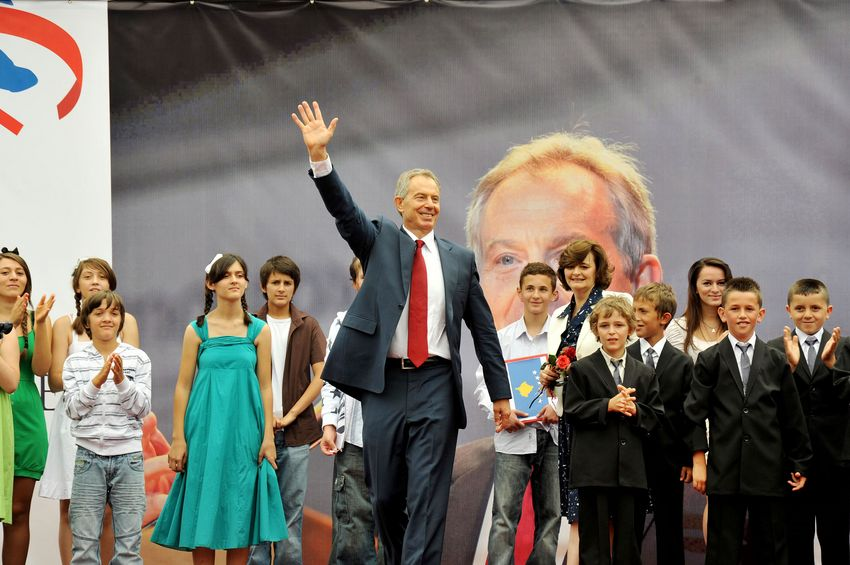
Tony Blair w Kosowie, 9 lipca 2010, z grupą dzieci nazwanych na swoją cześć

Tonibler (czasami Toni) – imię męskie nadawane w Kosowie. Imię nadawane jest dzieciom w celu uhonorowania Premiera Wielkiej Brytanii Toniego Blaira, za jego działania podczas operacji NATO Operacja Allied Force przeciwko Jugosławii podczas wojny w Kosowie. Podczas wojny mniejszości albańskiej w Kosowie, którzy żądali uzyskania niepodległości od Jugosławii. Blairowi przypisywano, że odegrał kluczową rolę w zakończeniu konfliktu, co spowodowało, że w latach po zakończeniu konfliktu, nowonarodzonym chłopcom zaczęto nadawać imiona Toni oraz Tonibler.
W 2010 roku, podczas wizyty w Kosowie, Tony Blair spotkał się z grupą chłopców nazwanych na swoją cześć.

## Klinton

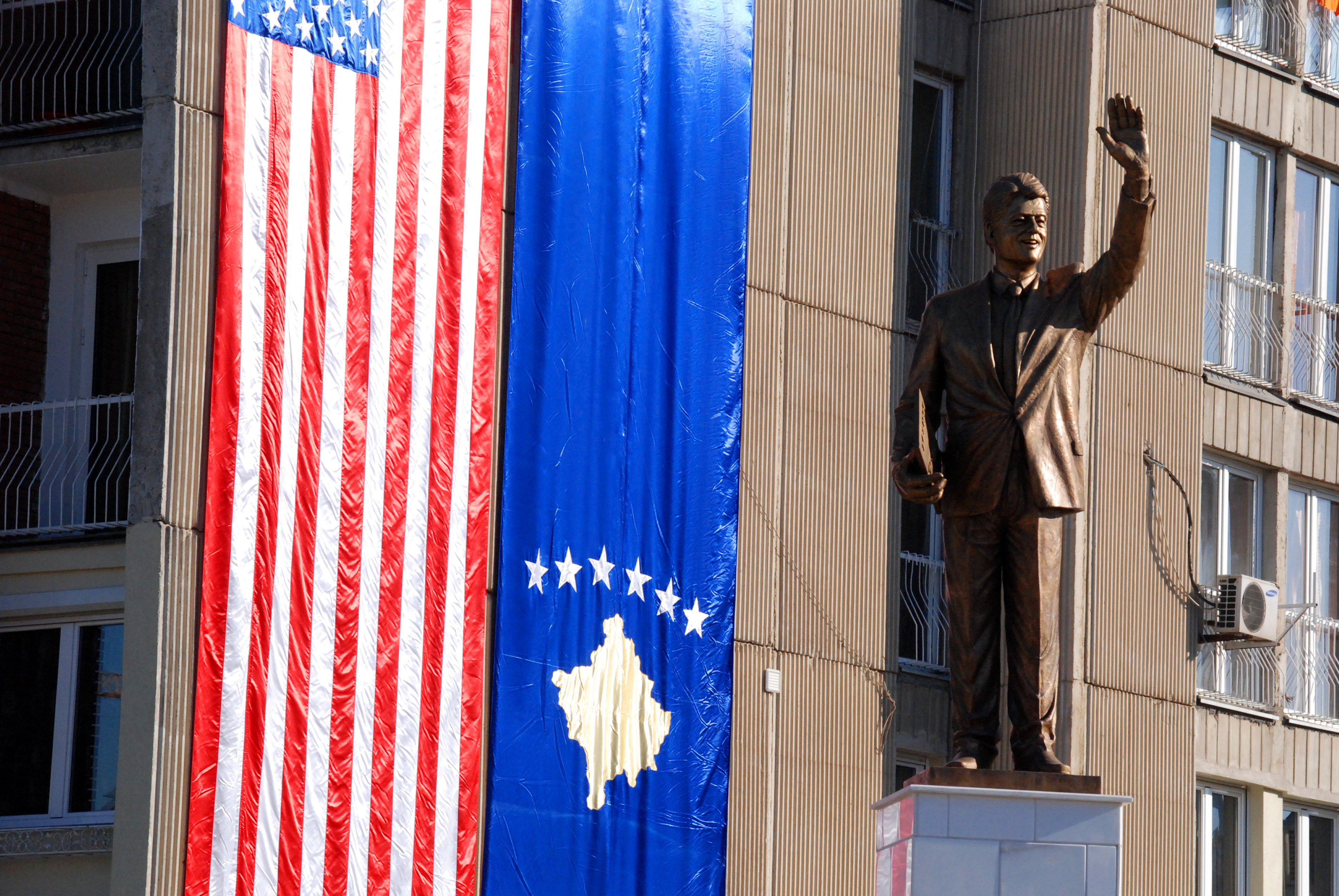
Rzeźba przedstawiająca Billa Clintona w Prisztinie, stolicy Kosowa

Na mniejszą skalę nadawano również imię Klinton, które honorowało rolę Prezydenta Stanów Zjednoczonych Billa Clintona w zakończeniu konfliktów na terenie Jugosławii, głównie wojny w Bośni i Hercegowinie oraz wojny chorwacko-bośniackiej.